# Антония Иванова
Антония Петрова Иванова е българска шахматистка и международна съдийка по шахмат. Има звания международен майстор от 1954 г. и гросмайстор за жени от 1983 г.
Иванова е шесткратна шампионка на България по шахмат (1951, 1952, 1954, 1957, 1958, 1967). Участва в 2 шахматни олимпиади, където изиграва 26 партии (11 победи, 11 равенства и 4 загуби).
През 1954 г. е победителка в зоналния турнир за световно първенство за жени в Лайпциг (Германия), с което получава званието „международен майстор“.
Омъжва се за шахматиста Милко Бобоцов.
В памет на шахматистката ШК ЦСКА организира турнирния Мемориал „Антония Иванова“ от 2007 г.

## Шахматни олимпиади
| Година | Организатор | Отбор    | Класиране (отборно) | Дъска |
| 1957   | Емен        | България | 5                   | Втора |
| 1963   | Сплит       | България | 5                   | Втора |